# Station King's Cross Thameslink
King's Cross Thameslink was een spoorwegstation van National Rail in Kings Cross, Camden in Engeland aan de Thameslink-route. Het station is in 2007 gesloten. De treinen rijden nu naar St Pancras International.
Het stationsgebouw wordt nog gebruikt als uitgang van het metrostation King's Cross St. Pancras.